# دوبرایا وولیا
دوبرایا وولیا (به لاتین: Dobraya Volya) یک منطقهٔ مسکونی در روسیه است که در سرزمین آلتای واقع شده‌است.